# Serre-Nerpol
Serre-Nerpol és un municipi francès situat al departament de la Isèra i a la regió d'Alvèrnia-Roine-Alps. L'any 2007 tenia 290 habitants.

## Demografia

### Població
El 2007 la població de fet de Serre-Nerpol era de 290 persones. Hi havia 107 famílies de les quals 28 eren unipersonals (20 homes vivint sols i 8 dones vivint soles), 36 parelles sense fills, 39 parelles amb fills i 4 famílies monoparentals amb fills.
La població ha evolucionat segons el següent gràfic:
Habitants censats

### Habitatges
El 2007 hi havia 130 habitatges, 107 eren l'habitatge principal de la família, 15 eren segones residències i 8 estaven desocupats. 115 eren cases i 14 eren apartaments. Dels 107 habitatges principals, 83 estaven ocupats pels seus propietaris, 15 estaven llogats i ocupats pels llogaters i 9 estaven cedits a títol gratuït; 1 tenia una cambra, 5 en tenien dues, 15 en tenien tres, 21 en tenien quatre i 65 en tenien cinc o més. 92 habitatges disposaven pel capbaix d'una plaça de pàrquing. A 36 habitatges hi havia un automòbil i a 63 n'hi havia dos o més.

### Piràmide de població
La piràmide de població per edats i sexe el 2009 era:
| Homes | Edats   | Dones |
| ----- | ------- | ----- |
| 4     | 95 o +  | 0     |
| 0     | 90 a 94 | 0     |
| 4     | 85 a 89 | 0     |
| 4     | 80 a 84 | 0     |
| 8     | 75 a 79 | 12    |
| 4     | 70 a 74 | 20    |
| 0     | 65 a 69 | 4     |
| 12    | 60 a 64 | 0     |
| 0     | 55 a 59 | 0     |
| 12    | 50 a 54 | 12    |
| 12    | 45 a 49 | 12    |
| 20    | 40 a 44 | 20    |
| 4     | 35 a 39 | 8     |
| 12    | 30 a 34 | 12    |
| 4     | 25 a 29 | 16    |
| 4     | 20 a 24 | 0     |
| 16    | 15 a 19 | 20    |
| 8     | 10 a 14 | 12    |
| 4     | 5 a 9   | 8     |
| 12    | 0 a 4   | 0     |

## Economia
El 2007 la població en edat de treballar era de 187 persones, 147 eren actives i 40 eren inactives. De les 147 persones actives 144 estaven ocupades (67 homes i 77 dones) i 3 estaven aturades (2 homes i 1 dona). De les 40 persones inactives 19 estaven jubilades, 9 estaven estudiant i 12 estaven classificades com a «altres inactius».

### Ingressos
El 2009 a Serre-Nerpol hi havia 108 unitats fiscals que integraven 278 persones, la mediana anual d'ingressos fiscals per persona era de 13.764 €.

### Activitats econòmiques
Dels 7 establiments que hi havia el 2007, 3 eren d'empreses de construcció, 1 d'una empresa de transport, 1 d'una empresa d'hostatgeria i restauració, 1 d'una empresa de serveis i 1 d'una entitat de l'administració pública.
Dels 4 establiments de servei als particulars que hi havia el 2009, 1 era un paleta, 1 fusteria, 1 electricista i 1 restaurant.
L'any 2000 a Serre-Nerpol hi havia 32 explotacions agrícoles que ocupaven un total de 833 hectàrees.

## Equipaments sanitaris i escolars
El 2009 hi havia 1 escola elemental i 1 escola elemental integrada dins d'un grup escolar amb les comunes properes formant una escola dispersa. Serre-Nerpol disposava d'un col·legi d'educació secundària amb 14 alumnes.

## Poblacions properes
El següent diagrama mostra les poblacions més properes.